# Jedeliane
Djedeliane o Djedliane o Jedeliane o Jedelienne o Jedliane (àrab: جدليان, Jadaliyān) és una ciutat de Tunísia a la governació de Kasserine, situada a uns 60 km al nord-est de Kasserine i uns 42 km al nord de Sbeitla. És una petita ciutat de la plana entre el Djebel El Ouest i el Djebel Barbou, al nord de Sbiba i al sud de la vila de Rohia. La ciutat és creuada pel riu Oued El Hathoub. Té una població de 4.000 habitants i és capçalera d'una delegació amb 14.680 habitants al cens del 2004.

## Economia
La seva activitat econòmica és agrícola, afavorida per l'embassament de Sbiba.

## Administració
És el centre de la delegació o mutamadiyya homònima, amb codi geogràfic 42 57 (ISO 3166-2:TN-12), dividida en cinc sectors o imades:
- Djedliane (42 57 51)
- Fej Terbah (42 57 52)
- Aïn El Hamadna (42 57 53)
- Mehrza (42 57 54)
- Aïn Oum El Jedour (42 57 55)

Al mateix temps, forma una municipalitat o baladiyya (codi geogràfic 42 14).